# 植村伴次郎
植村 伴次郎（うえむら ばんじろう、1929年〈昭和4年〉3月30日 - 2019年〈令和元年〉10月15日）は、日本の実業家、東北新社創業者である。

## 経歴
1929年3月に秋田県由利郡東滝沢村（現：由利本荘市）前郷で生まれ、第二次世界大戦の終戦直前まで同地で育つ。戦時中は、群馬県邑楽郡小泉町（現：大泉町）にあった中島飛行機の工場で学徒動員を経験した。1945年3月に旧制本荘中学校を卒業する。
1950年代からは新橋にて「COMO」というバーを経営。黒柳徹子など当時の若手俳優が集ったという。
1961年4月1日、海外番組の日本語吹き替えを制作する東北新社を創業し、以後代表取締役社長として長く経営した。創業当初の東北新社は7人ほどで業務を担い、植村自らも吹き替えを演出するなどした。
1973年7月、海外映画の吹き替えに携わっている声優の待遇改善を求めて、俳優の労働組合である日本俳優連合がデモと抗議行動を行なった際に、経営者側の代表として厳しく対峙した。その際に植村は週刊明星とのインタビューにおいて「役者などは無能であり、次から次に生まれてくる使い捨ての商品みたいなもの」と発言したため、組合側の激しい怒りを買ってしまった。後に植村と組合が協議を行った結果、出演料を約3倍に増額することで妥結した。
東北新社で2003年6月に代表取締役会長、2009年6月に最高顧問となるが、この間オムニバス・ジャパン、二番工房、スター・チャンネルなどの代表取締役社長や、日本音声製作者連盟会長、BSデジタル放送推進協会理事、日本アド・コンテンツ制作社連盟副理事長、衛星放送協会会長、デジタルコンテンツ協会副会長、社団法人日本ケーブルテレビ連盟理事、日本音楽財団理事などを歴任した。
2010年に内閣府令の改正で役員報酬総額1億円以上の役員の氏名を有価証券報告書に記載することが義務づけられた直後は、6億円弱の取締役退職慰労金を含め、2010年3月期の報酬総額が6.75億円と報じられた。2011年5月から2014年3月にかけて由利高原鉄道の列車に『宇宙戦艦ヤマト』のラッピングが施された。
2012年に旭日小綬章を受章し、放送批評懇談会の第3回志賀信夫賞を受賞した。2015年3月に由利本荘市から、遠藤章に次いで第2号となる「名誉市民」の称を贈られた。
2019年10月15日、肺炎のため死去。90歳没。お別れの会はホテルオークラ東京で行われ、お別れの言葉は生前に頼まれていたことから藤波京子が朗読した。

## エピソード
主に海外で使われたニックネームは「バンジー」であった。
バーの経営をしていた頃、バーがあった新橋周辺の土地に対して東急グループによる立ち退き要求があった際、植村は町を代表して東急創業者の五島慶太と交渉。これで名を挙げたという。
アニメ制作会社のサンライズがロボットアニメで有名になったのは植村の発案がきっかけとなっている。
衛星事業には強い意欲を持ち、竹下派との付き合いによる郵政省への働きかけなどから最終的に6チャンネルのオーナーになることができたという。

### 交友
植村は衆議院議員菅義偉の後援者である。菅は長男を植村に「鞄持ち」として預け、植村は菅の長男を孫のように可愛がっていたという。2021年2月3日に長男が総務省の幹部を違法接待していたことを週刊文春が報じた。同月4日の予算委員会で菅首相は「東北新社の社長っちゅうのは、私も秋田の同じ出身ですからまあ、先輩でもう亡くなりましたけど、いろんなご縁があって応援してもらってることは事実です」と述べている。更に同月17日の衆議院予算委員会集中審議にて菅首相は、長男が勤務する東北新社の植村らから計500万円の献金を受け取っていたことを明らかにした。菅は「2012年9月から2018年10月の間に同社の植村伴次郎と社長の植村徹から計500万円を自身が代表を務める自民党神奈川県第2選挙区支部に献金を受けた」と答弁した。
児玉誉士夫、太刀川恒夫、徳間康快らと交友があった。また、バー経営時代に知り合った渡邊亮徳とは亡くなるまで親交があった。

## 関係したおもな作品

### 映画
- 宇宙からのメッセージ（1978年） - 製作[19][20]
- ロアーズ（1981年） - 制作総指揮[19][20]
- 湾岸道路（1984年） - 制作/企画[19][20]
- 生きてみたいもう一度 新宿バス放火事件（1985年） - 制作[19][20]
- 北京原人 Who are you?（1997年） - 制作[19][20]
- 虹の岬（1999年） - 企画[20]
- 長崎ぶらぶら節（2000年） - 制作総指揮[19]
- 漂流街 THE HAZARD CITY（2000年） - 制作[19][20]
- 陰陽師 ～おんみょうじ～（2001年） - 制作総指揮[19]
- 陰陽師II（2003年） - 制作総指揮[19][20]
- 精霊流し（2003年） - 制作総指揮[19][20]
- ラブ★コン（2006年） - 制作総指揮[20]
- ばかもの（2010年） - 制作総指揮[20]

### テレビ・アニメ
- 科学救助隊テクノボイジャー (1982年） - 製作総指揮[19]

### OVA
- 火の鳥 ヤマト編（1987年） - 製作[19]
- 火の鳥 宇宙編（1987年） - 製作[19]